# Флюорит
Флюори́т, плавиковий шпат (плавець, плавень) — мінерал, фторид кальцію. Належить до галогенідів.

## Етимологія та історія
Плавиковий шпат був відомий ще в Стародавній Греції.
У контексті археології, гемології, класичних досліджень і єгиптології латинські терміни murrina і myrrhina стосуються флюориту. У книзі 37 своєї «Натуральної історії» Пліній Старший описує його як дорогоцінний камінь з пурпуровими та білими плямами, предмети якого, вирізані з нього, цінують римляни.
Назва «флюорит» походить від лат. fluor — течія, через здатність цього легкоплавкого мінералу при додаванні до руд металів знижувати температуру плавлення і додавати шихті текучість. Назва дана в 1529 році німецьким вченим Георгом Агріколою (1494–1555) у вигляді «флюорес».
Мінерал описаний у 1797 році мінералогом та інженером італійського походження Карлосом Антоніо Напіоном (1757–1814).
У 1824 році німецький мінералог Фрідріх Моос (1773–1839) відкрив флуоресценцію, видиму в ультрафіолетовому світлі.
Ірландський математик і фізик Джордж Габрієль Стокс (1819–1903) назвав явище флуоресценції на честь флюориту за аналогією з опалесценцією опалу.

## Загальний опис
Хімічна формула: CaF2. Фторид кальцію (Ca — 51,2 %, F — 48,8 %).
Флюорит має різне забарвлення: найхарактерніше фіолетове і зелене, рідше — блакитне, жовте, рожеве, часто перемежаються зелені і фіолетові смуги. Оптичний флюорит безбарвний. Блиск скляний. Просвічує або прозорий, темні різновиди просвічують, рідше непрозорі. Твердість 4, густина 3,2. Крихкий. Спайність досконала по октаедру. Сингонія кубічна. Форма кристалів — куби або октаедри. Характерні двійники проростання. Зазвичай мінерал утворює щільні або зернисті маси, або шестоваті і радіально-променисті агрегати.
Флюорит зустрічається, головним чином, як жильний мінерал в асоціації з кальцитом, баритом, кварцом, доломітом, целестином, каситеритом, топазом, вольфрамітом, шеєлітом, апатитом, а також з сульфідами свинцю, цинку і інших металів, рідше — у пегматитах.
Акцесорний мінерал у граніті, гранітних пегматитах, сієнітах; навколо фумарол; в карбонатитах та лужних інтрузивах.

## Різновиди
Розрізняють:
- флюорит звичайний,
- флюорит смердючий (різновид, просякнутий бітумами),
- флюорит ітріїстий, ітрофлюорит (різновид, що містить до 14 % YF3, часто містить і церій),
- флюорит оптичний (безбарвний та прозорий різновид, який використовується в оптичній промисловості),
- флюорит радіїстий (різновид з Вільберфорсу, Канада, який містить радій; радіоактивний), ратовкіт (щільний, прихованокристалічний або землистий різновид, флюорит осадового походження), хлорофан (при нагріванні флуоресціює зеленим кольором),
- флюорит церіїстий, церофлюорит (різновид, збагачений рідкісними землями церієвої групи, містить до 15 % Y2О3 і 18,5 % Се2О3).

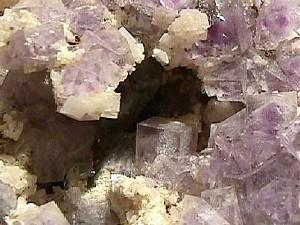
Кубічні кристали флюориту, Китай
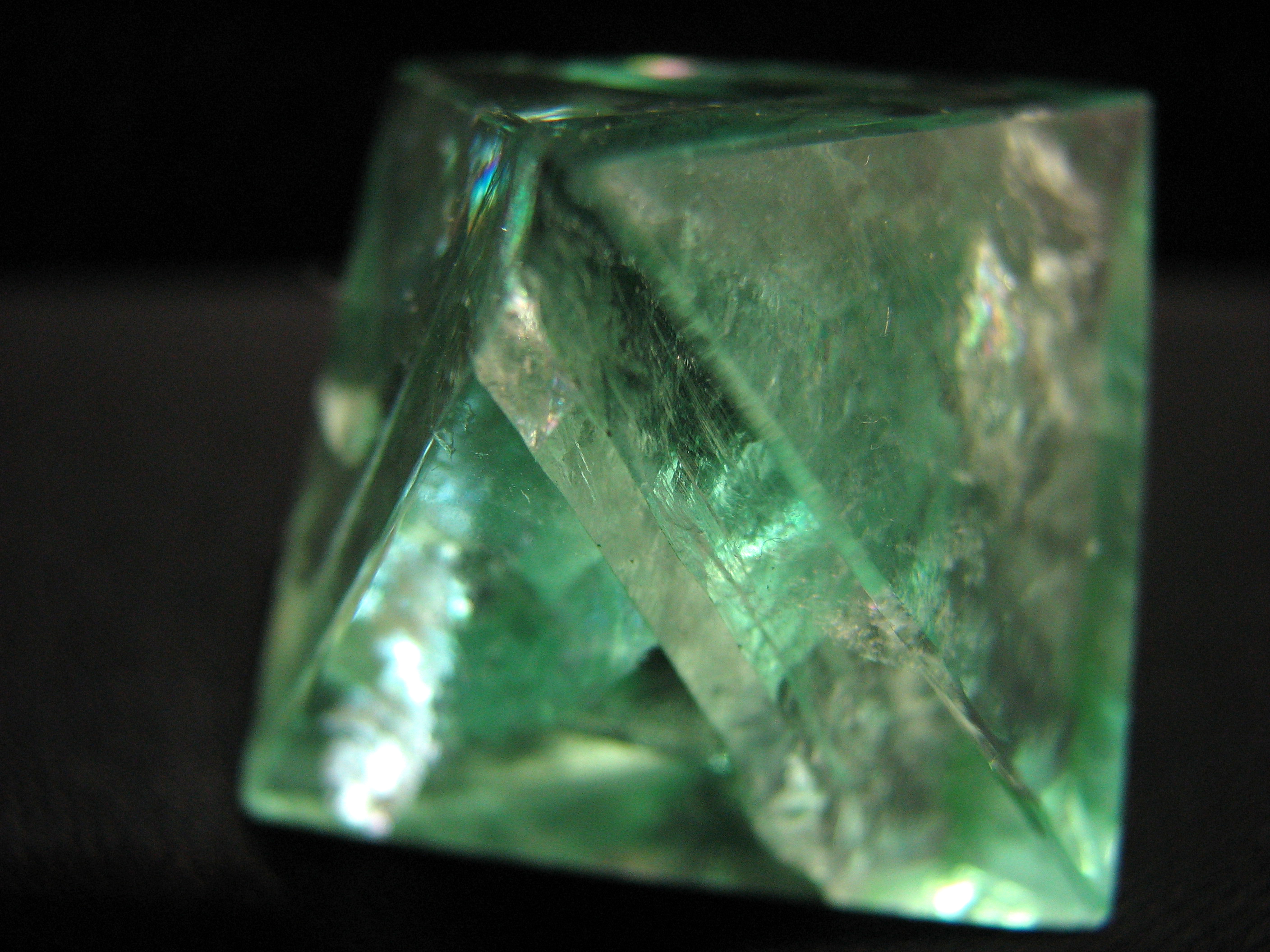
Октаедричний кристал флюориту
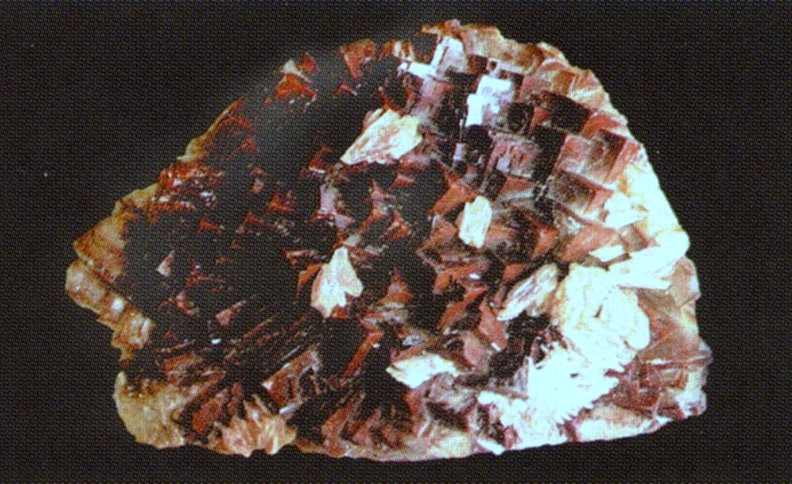
Флюорит у Малій гірничій енциклопедії
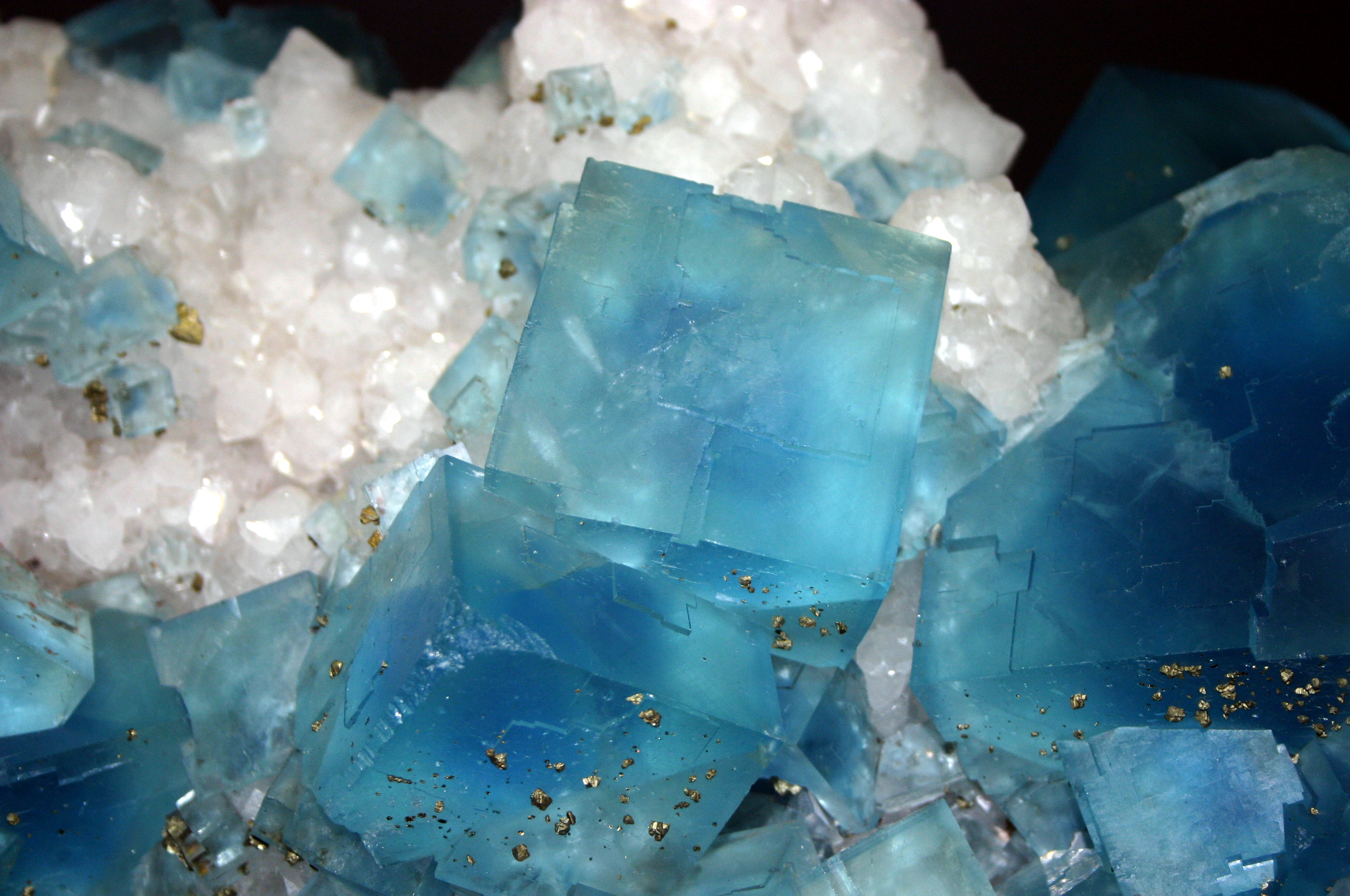
Блакитні кристали флюориту та золотисті — піриту

## Розповсюдження
Основні знахідки: Вьолсендорф (Баварія), Гарц, Лобенштейн (Тюрингія) — ФРН; Парс (Південний Тіроль, Італія), Конґсберґ (Норвегія), Івіґтут (Ґренландія), графство Дербішир (Англія), о. Ньюфаундленд (Канада), шт. Іллінойс (США), Кондомське, Таштагольське (Гірська Шорія), Такоб (Таджикистан), Бадамське (Казахстан), Фалун (Швеція). На території України флюорит є на Поділлі, Вінниччині, в Приазов'ї і на Донбасі.
В Україні Бахтинське родовище флюориту на Вінниччині має запаси 25 млн т, вміст флюориту в руді 28 %. Попутні компоненти — кварц і польовий шпат.
З більш ніж 9000 родовищ, визначених у всьому світі, світові запаси оцінюються в понад 200 мільйонів тонн. Промисловий видобуток флюориту ведеться з практично мономінеральних жил. Провідні світові постачальники флюориту — Мексика, Монголія, ПАР, Іспанія, Китай. Родовища флюориту є також у Франції, Німеччині, Великій Британії. Станом на початок XXI ст. трьома країнами, які найбільше визнають виробництво особливо якісних каменів, є Англія, Марокко та Франція. Проте трьома основними країнами-виробниками флюориту з точки зору кількості є Китай, Мексика та Південна Африка.

## Використання
Флюорит, чи плавиковий шпат — це індустріальна сировина багатоцільового призначення.
У XIX ст. у Великій Британії як декоративний камінь широко застосовувався синювато-фіолетовий і зелений флюорит (Синій Джон, Зелений Джон). Оптичний флюорит в роки Другої світової війни був стратегічною сировиною, необхідною для виготовлення приладів нічного бачення.
Станом на початок XXI ст. більше половини всього флюориту використовується в хімічній промисловості для виробництва плавикової кислоти, з якої отримують органічні і неорганічні речовини, що фторують, а також штучний кріоліт для потреб алюмінієвої промисловості. Другий найбільший споживач флюориту — чорна металургія, де він використовується як флюс в плавильних печах.
Головними споживачами флюоритів є хімічна і металургійна промисловість. Основними споживачами флюоритових концентратів є чорна і кольорова металургія, оскільки ця добавка значно знижує температуру плавлення руд, сприяє плинності шлаків, перекладу домішок сірки і фосфору в шлак. Флюорит використовується також в електролітичному виробництві алюмінію, хімічній промисловості, електротехніці, медицині, реактивній, лазерній, радіотехніці та інших областях. У невеликій кількості його застосовують у цементному виробництві непрозорого матового скла і емалі. Чисті, прозорі кристали застосовують як оптичну сировину. У хімічній промисловості його використовують для добування флуору, плавикової кислоти, різних фторвмісних продуктів: штучного кріоліту, фториду натрію і фториду алюмінію, які широко застосовуються в різних галузях господарства.
Використовують флюорит у металургії, хімічній промисловості, оптиці. Потреби України у флюориті (120–150 тис. т/рік, в тому числі для металургії — 107 тис. т) на початку XXI ст. перекриваються за рахунок його імпорту з Монголії, Китаю, Таджикистану, Росії.
Проблему забезпечення на тривалий час чорної металургії України власним кусковим флюоритом може вирішити введення в дію плавикошпатового підприємства на базі Бахтинського родовища флюоритових руд, розташованого в Мурованокуриловецькому районі Вінницької області. Сьогодні — це найбільше в Україні родовище флюориту з розвіданими запасами руди понад 10 млн т і прогнозними ресурсами близько 100 млн т. Друге розвідане родовище — Покрово-Киреєвське, розташоване в Донбасі, поступається Бахтинському по запасах в кілька разів, однак відрізняється більш багатими рудами та значною їх потужністю.